# عزم ثنائي قطب

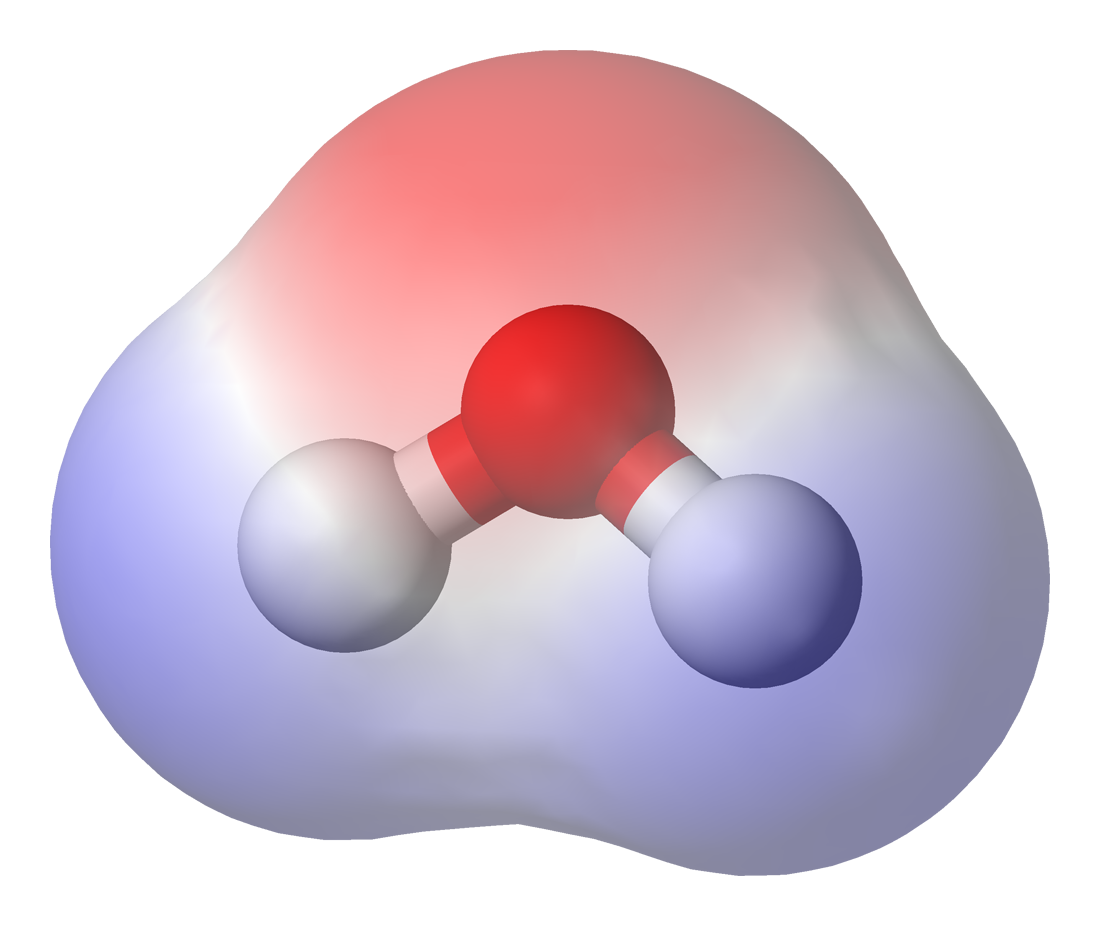
جزيء ماء. يعتبر جزيء الماء قطبيا بسبب المساهمة غير المتكافئة لإلكتروناته في حالة البنية الانعطافية.يوجد فصل للشحنة مع شحنة سالبة في الوسط وأخرى موجبة في الأطراف..

في الفيزياء، عزم ثنائي القطب الكهربائي هو مقياس لفصل الشحنات الكهربية الإيجابية والسلبية في نظام الرسوم ، التي هي ، على قدر من نظام القطبية شحنه الشاملة.
في حالة بسيطة من الشحنات نقطتين ، واحدة مع المسؤول + q واحد مع ف -q شحنه ، عزم ثنائي القطب الكهربائي p هو :
{\displaystyle {\boldsymbol {p}}=q\,{\boldsymbol {d}}}
عزم ثنائي القطب يعتمد على المسافة بين القطبين وعلى شدة القطب. كما أن ثنائي الأقطاب له مجال : فإذا كان مغناطيسا يكون له مجال مغناطيسي ، وإذا كان ثنائي الأقطاب كهربائي يكون له مجال كهربائي. وهذا المجال أو الحقل هو النطاق الذي يؤثر فيه على ما حوله. ويضعف المجال بزيادة البعد عن الأقطاب.
بعكس ثنائي القطب المغناطيسي الذي لا يوجد منه قطب مغناطيسي منفرد ، يمكن أن نجد قطبا كهربائيا معزولا. ومثال ذلك كرة معدنية عليها شحنة سالبة. هذا قطب كهربائي سالب الشحنة.

## اقرأ أيضا
- قابلية استقطاب
- استقطاب
- ثنائي قطب